# Annett Renneberg
Annett Renneberg, née le 16 mars 1978 à Rudolstadt, est une actrice et chanteuse allemande.

## Carrière
En 1991, elle est découverte lors d'un casting et décroche le rôle principal dans le film policier Die Brut der schönen Seele. En 1995, elle joue son deuxième rôle significatif dans le film Maja et est nommée pour sa performance pour un Telestar (de).
Après avoir obtenu son diplôme en 1997, elle veut étudier le chant lyrique mais reçoit une offre du metteur en scène Peter Zadek, pour un rôle dans Grandeur et décadence de la ville de Mahagonny au festival de Salzbourg. Elle découvre son amour du théâtre, et d'autres engagements scéniques s'ensuivent. On la voit aussi dans plus de 50 productions télévisuelles et cinématographiques. Elle est Signorina Elettra Zorzi dans la série Commissaire Brunetti adaptée de l'œuvre de Donna Leon.
Depuis 2006, elle interprète ses propres programmes scéniques et chante, récite et se produit avec divers autres artistes. De 2009 à 2011, elle incarne la commissaire principale Catharina Brandt dans la série Stolberg.

## Théâtre
- 1998 : Grandeur et décadence de la ville de Mahagonny de Bertolt Brecht : narratrice et fille - Régie: Peter Zadek, Salzburger Festspiele
- 1999–2006 : Hamlet de William Shakespeare : Ophelia et Fortinbras - Régie: Peter Zadek, Wiener Festwochen
- 2004–2005 : Lina von Markus : Hille, Lina - Régie: Uwe Eric Laufenberg, Uraufführung, Hans Otto Theater Potsdam
- 2004–2008 : Peer Gynt d'Henrik Ibsen : Solveig - Régie: Peter Zadek, Berliner Ensemble
- 2008 : Nackt de Luigi Pirandello : Ersilia - Régie: Peter Zadek, Dt. Uraufführung, Théâtre St.-Pauli de Hambourg
- 2008 : Siegfrieds Frauen und Die letzten Tage von Burgund : Kriemhild, Nibelungenfestspiele in Worms - Régie: Dieter Wedel

## Cinéma
- 1999 : Hinter dem Regenbogen, Regie: Jan Peter
- 2000 : Der Atemkünstler, Regie: Marco Kreuzpaintner
- 2003 : Devot, Régie: Igor Zaritzki
- 2003 : Zone Befreite, Régie: Norbert Baumgarten
- 2004 : Schatten, Régie: Markus Engel
- 2004 : Erbsen auf halb 6, Régie: Lars Büchel
- 2005 : Marie, Régie: Alexandre Powelz

## Télévision
- 1992 : Die Brut der schönen Seele
- 1996 : Maja
- 1997 : Das Böse
- 1997 : Die Musterknaben
- 1997 : Blutige Scheidung
- 1997 : Un cas pour deux
- 1998 : Francis
- 1999 : Rex, chien flic
- 2000-2016 : Commissaire Brunetti
- 2000 : Modèle
- 2001 : Kolle
- 2001-2006 : Tatort
- 2001 : Engel sucht Flügel
- 2001 : Der Blaue Vogel
- 2001 : Zwei Brüder
- 2002 : Une équipe de choc
- 2003 : L'Empreinte du crime
- 2003 : Le Dernier Témoin
- 2003 : Berlin
- 2004 : Die Cleveren
- 2005 : Unter weißen Segeln
- 2007 : Die Wölfe
- 2007 : Reife Leistung !
- 2009 : Der Mann aus der Pfalz
- 2009 : Rahel
- 2009-2012 : Stolberg
- 2010 : Unter anderen Umständen: Tod im Kloster